# Lehigh (Iowa)
Lehigh – miejscowość w Stanach Zjednoczonych, w stanie Iowa, w hrabstwie Webster, nad rzeką Des Moines. Według spisu statystycznym z 2000 roku, miejscowość liczyła 497 mieszkańców.